# کت‌کارت
کت‌کارت (انگلیسی: The Cathcart) یک منطقه تاریخی است که که در خیابان نهم، ۱۰۳ شرقی در ایندیاناپلیس واقع شده‌است.این ساختمان در ۱۹۰۹ در بحبوحه رونق ساخت وساز در منطقه مرکزی ایندیاناپلیس فعلی ساخته شد.
نامزدی آن برای ثبت ملی مکان‌های تاریخی ایالت: «این آپارتمان از نظر معماری یک نمونه برجسته از ساختمانهای شرقی مسطح است که بخش قابل توجهی از توسعه املاک و مستغلات ایندیاناپلیس را تشکیل می‌دهد.»این ساختمان از آجر قرمز تیره و سنگ آهک خاکستری ساخته شده و جزئیات آن یادآور هنر و صنایع دستی سبک پیشه‌وری است.

## جزئیات در جلو
محل ساختمان سابقاً کلبه‌ای بود که در سال ۱۸۷۰ به عنوان هدیه عروسی به آقای رابرت ویر کت‌کارت و خانم آلیس موریسون کت‌کارت داده شده بود و محل سکونت خانوادگی آنها بود. در سال ۱۹۰۹، خانم کت‌کارت که به تازگی بیوه شده بود، متعهد شد که ساختمان آپارتمان را «علی‌رغم هشدارهای همه مشاوران» بسازد.
در سال ۱۹۸۳، کت‌کارت در فهرست ثبت ملی اماکن تاریخی به عنوان بخشی از آپارتمان‌های مرکز شهر ایندیاناپلیس لیست گذاری گردید. آپارتمان‌های موجود دراین گروه به دلیل معماری و جایگاه آنها در توسعه تجارت و توسعه املاک در ایندیاناپلیس در این فهرست ثبت شده‌است.